# Старе Седлиште
Старе Седлиште (чеш. Staré Sedliště) је насељено мјесто са административним статусом сеоске општине (чеш. obec) у округу Тахов, у Плзењском крају, Чешка Република.

## Становништво
Према подацима о броју становника из 2014. године насеље је имало 1.311 становника.